# Dźńanajoga
Dźńana joga (Jñāna Yoga) – odmiana jogi, uważająca za nadrzędny cel zdobycie dźńany, transcendentalnego poznania. Opiera się zarówno na poznaniu intelektualnym (wiweka), jak i na wglądzie intuicyjnym, możliwym do osiągnięcia dzięki różnym praktykom medytacyjnym.